# Mariotto Albertinelli

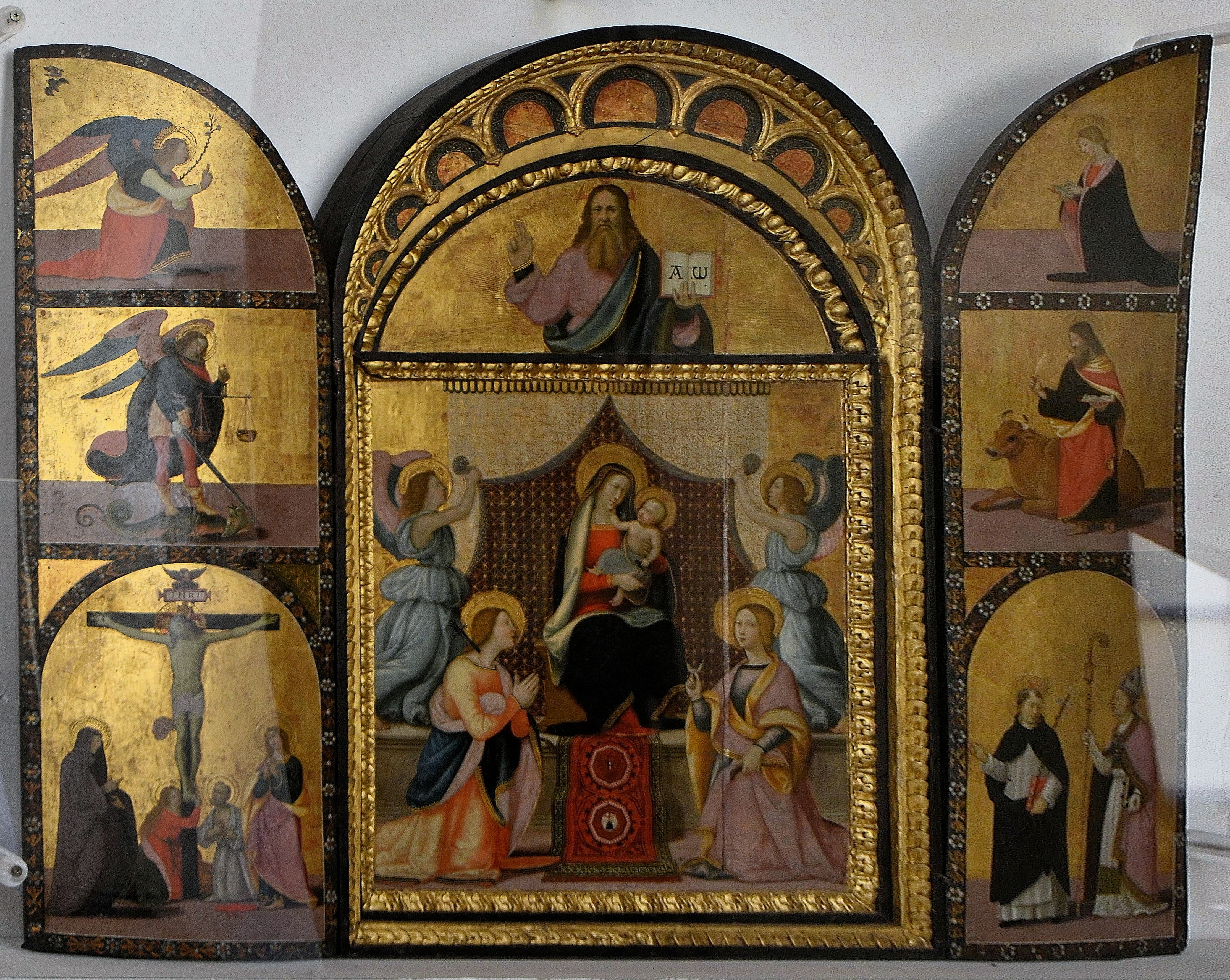
Triptyque Glorification de la Vierge, 1500, musée des Beaux-Arts de Chartres.

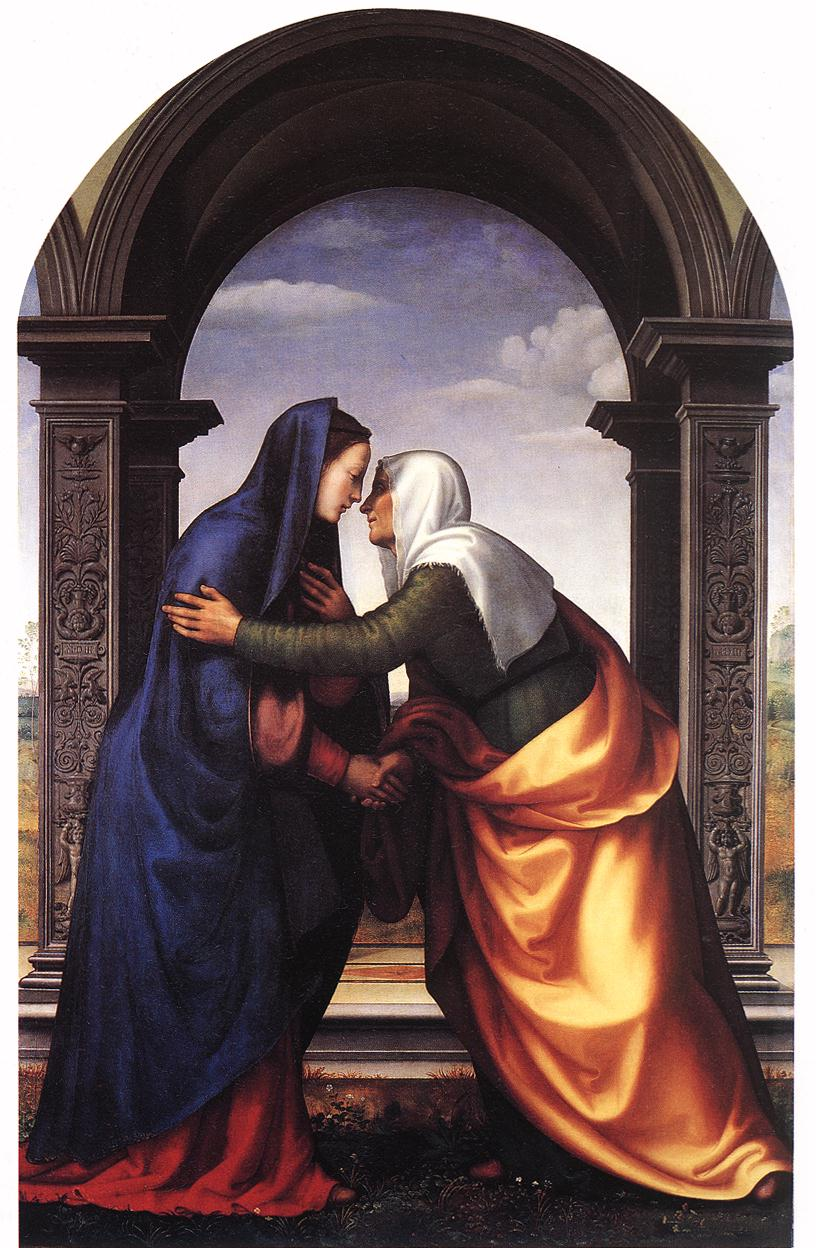
Visitation, pour la Congrégation San Martino (1503), Galerie des Offices, Florence.

L'Annonciation faite à Marie (1508),
Alte Pinakothek, Munich.

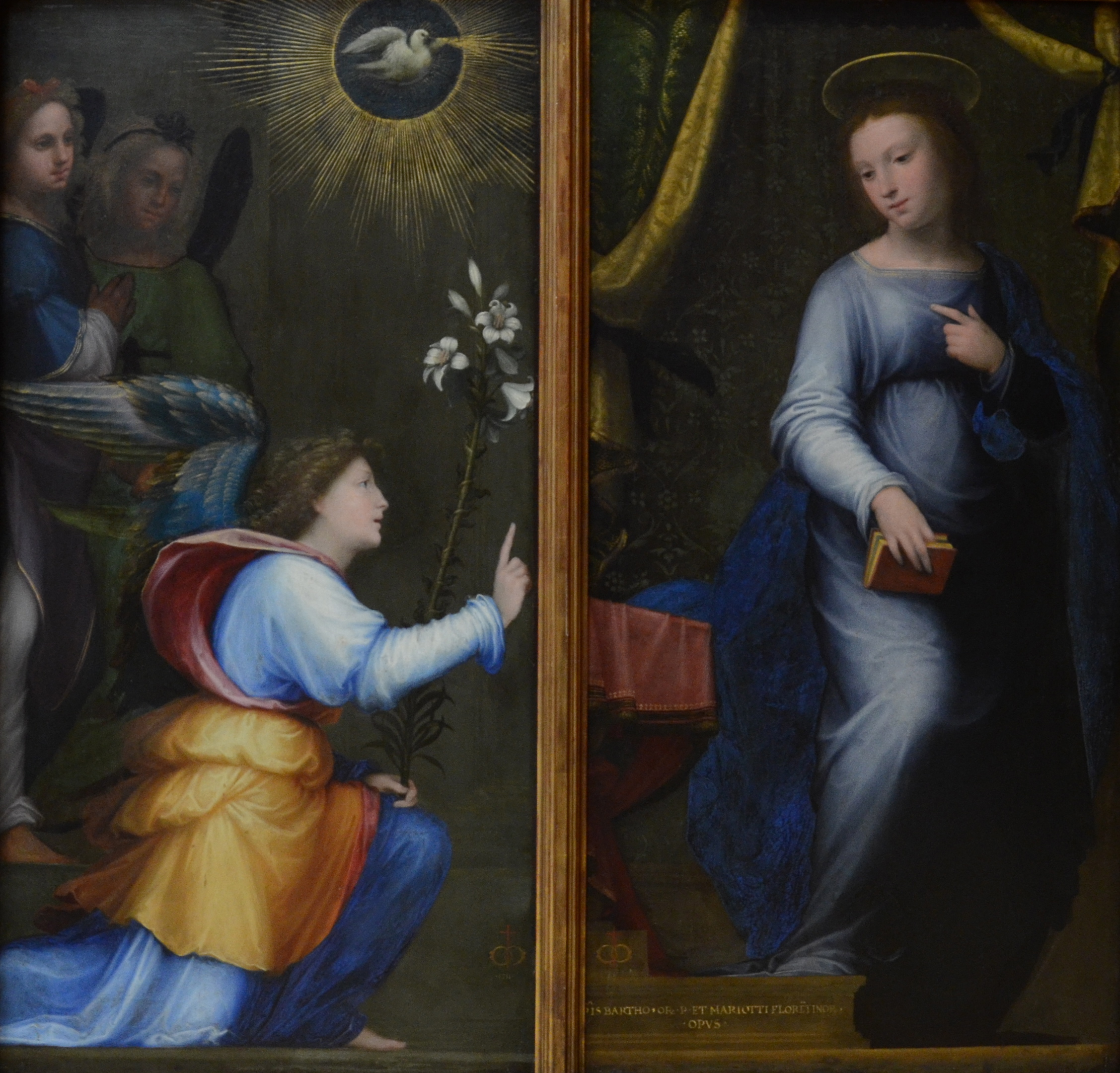
Annonciation (1511), avec Fra Bartolomeo, Musée d’Art et d'Histoire, Genève.

Mariotto di Bigio di Bindo Albertinelli (Florence, 13 octobre 1474 - 5 novembre 1515) est un peintre italien de la Renaissance actif à Florence, ami proche et collaborateur de Fra Bartolomeo et influencé par Raphaël.
Certaines de ses œuvres ont été décrites comme « archaïques » ou « conservatrices » ; d’autres sont considérées comme des exemples du classicisme grandiose de l’art de la Haute Renaissance.

## Biographie
Fils de l'orfèvre Biagio di Bindo Albertinelli, à douze ans (selon Giorgio Vasari), il laisse l'atelier paternel pour se dédier à la peinture dans l'atelier de Cosimo Rosselli, où il rencontre Piero di Cosimo et Baccio della Porta dit Fra Bartolomeo. Les deux hommes sont si proches qu'en 1494, ils forment une « compagnia », ou partenariat, dans laquelle ils exploitent un atelier commun et partagent les bénéfices de tout ce qui y est produit. Le partenariat dure jusqu'en 1500, lorsque Baccio rejoint l'ordre dominicain. 
Au début de sa carrière, Mariotto Albertinelli est protégé par Alfonsina Orsini, épouse de Pierre II de Médicis et mère de Laurent II de Médicis. Ses œuvres de cette période sont toutes de petite taille, exécutées avec une technique minutieuse et délicate, et un style dérivé des œuvres du principal élève de Rosselli, Piero di Cosimo, ainsi que de Lorenzo di Credi et du Pérugin. Comme de nombreux peintres florentins, il est également réceptif à l'influence de la peinture flamande contemporaine,. Il étudie les modèles antiques dans les jardins des Médicis et est également influencé par le modèle sculptural de Raphaël.
Ses premières œuvres comprennent un petit triptyque de la Vierge à l'Enfant avec les saintes Catherine et Barbara (1500) au musée Poldi-Pezzoli de Milan et un autre triptyque de la Vierge à l'Enfant avec des saints, des anges et diverses scènes religieuses au musée des Beaux-Arts de Chartres. Les nombreux panneaux représentant des scènes de la Genèse, conservés à la Courtauld Gallery de Londres, à la Galerie Strossmayer des maîtres anciens de Zagreb, à l'Académie Carrara de Bergame et aux musées d'Art de Harvard de Cambridge (Massachusetts), datent probablement également de cette période.
Quand les Médicis sont temporairement bannis en 1494, il revient travailler avec Fra Bartolomeo, son meilleur ami, selon les mots de Vasari, dont il copie assidûment la manière, mais dont les résultats demeurent confus, selon les mots de Vasari.
À la suite de la campagne de moralité du réformateur Savonarole, Fra Bartolomeo rejoint l'ordre dominicain en 1500 (ce qui lui donne son titre de frère) et abandonne temporairement la peinture. Albertinelli est près de le rejoindre, mais, stimulé par son succès en terminant un Jugement Dernier non fini de Bartolomeo, il décide de continuer seul.
En 1503, Albertinelli signe et date son œuvre la plus connue, un retable pour la chapelle de Sant'Elisabetta della congrega dei Preti à San Michele alle Trombe à Florence (aujourd'hui à la Galerie des Offices). Le panneau central de cette œuvre représente la Visitation et la prédelle l'Annonciation, la Nativité et la Circoncision de Jésus. La composition pyramidale, l'architecture de fond classique et les contrastes prononcés de lumière et d'obscurité font de ce tableau un exemple par excellence de l'art de la Haute Renaissance.
En 1503, il conclut un nouveau partenariat avec Giuliano Bugiardini, qui dure jusqu'en 1509, date à laquelle il reprend son partenariat avec Fra Bartolomeo. À cette époque, Fra Bartolomeo et lui pratiquent des styles similaires et collaborent occasionnellement. Par exemple, le Kress Tondo, aujourd'hui conservé au Columbia Museum of Art, était auparavant attribué à Fra Bartolomeo, mais on pense aujourd'hui qu'il s'agit de l'œuvre d'Albertinelli, d'après le dessin préparatoire à l'échelle de Fra Bartolomeo. L' Annonciation du Musée d'Art et d'Histoire de Genève est signée et datée (1511) par les deux artistes. Le partenariat prend fin en janvier 1513, comme le rapporte un document stipulant le partage des biens de l'atelier.
D'après Les Vies des meilleurs peintres, sculpteurs et architectes de Vasari, le peintre vivait en libertin et aimait la bonne chère et les femmes. Il aurait connu des problèmes financiers et aurait exploité une taverne pour compléter ses revenus de peintre. À la fin de sa vie, il fut incapable de rembourser certaines de ses dettes, dont celle envers Raphaël. Sa femme Antonia, qu'il épousa en 1506, remboursa une partie de ses prêts.
Pontormo, Franciabigio, Pontormo, Innocenzo Francucci et Giuliano Bugiardini figurent parmi ses élèves.

## Style
Les peintures d'Albertinelli mêlent le style du Pérugin, les études de Raphaël, pour leur sens du volume dans l'espace et la perspective, la coloration de Fra Bartolomeo, la technique de représentations des paysages des maîtres flamands comme Hans Memling, le sfumato de Léonard de Vinci. 

## Œuvres
Chronologie :
- Vierge à l'Enfant, huile sur toile, (1495), (attribuée), Berlin, musées d'État,
- Annonciation, huile, (1497), avec Fra Bartolomeo, Volterra, Duomo,
- Sainte Famille, huile, (1498), avec Fra Bartolomeo, Los Angeles, L. A. County Museum,
- Triptyque Glorification de la Vierge, huile (1500), Chartres, musée des Beaux–Arts[6],
- Triptyque, huile, (1500), Milan, musée Poldi-Pezzoli,
- Jugement universel, fresque, (1501), avec Fra Bartolomeo, Florence, couvent San Marco,
- Adoration de l'Enfant, (1502), huile, tondo de 86 cm, Florence, Palais Pitti
- Retable de la Visitation, (1503) exécuté pour la Congrégation de San Martino (Église sainte Elisabeth ou église de la Visitation)[7]
  - La Visitation, (1503), huile, 232 × 146 cm, Florence, musée des Offices
  - Annonciation, Nativité (23 × 50 cm) et Présentation au temple, prédelle, huile, (1503), Florence, musée des Offices
- Crucifixion, fresque, (1505), Galluzzo, Chartreuse de Galluzzo
- La Sainte Famille avec l'adoration de l'Enfant (vers 1505), Montréal, Musée des beaux-arts de Montréal
- Vierge à l'Enfant et les saints Jérôme et Zenobée, huile sur toile, (1506), Paris, Louvre
- Vierge à l'Enfant, huile et tempera sur toile (1506), New York, Metropolitan Museum of Art
- Adoration de l'Enfant (1506), Détroit, Institute of Arts
- Annonciation, huile sur toile (1506), Munich, Alte Pinakothek
- L'Annonciation faite à Marie (1508), Munich, Alte Pinakothek
- Vierge à l'Enfant, huile sur toile, (1509), Gênes, collection privée
- Vierge à l'Enfant, huile sur toile, (1509), Harewood House, Yorkshire
- Le Père éternel entre les saintes Catherine de Sienne et Marie-Madeleine, huile, (1509), avec Fra Bartolomeo, Lucques, musée de la Villa Guinigi
- Annonciation, huile sur toile, (1510), Florence, Galleria dell'Accademia
- Vierge à l'Enfant et les saints Julien, Dominique, Nicolas et Jérôme (1510), Florence,  Galleria dell'Accademia de Florence
- Trinité, huile sur toile (1510), Florence, Galleria dell'Accademia de Florence
- Vierge à l'Enfant, huile sur toile (1510), Lewisburg, Pennsylvanie, Bucknell University Art Gallery
- Vierge à l'Enfant, saints et anges, huile (1510), (attribué), Columbia, South Carolina, Museum of Art
- Annonciation, huile, (1511), avec Fra Bartolomeo, Genève, Musée d’Art et d'Histoire
- Vierge à l'Enfant et les saints Pierre et Paul, huile (1511), avec Fra Bartolomeo, Pise, S. Francesco
- La Sainte Famille avec le petit saint Jean, huile, (1512), avec Fra Bartolomeo, Rome, Galleria Borghese
- Couronnement de Marie, huile sur toile, (1512), Stuttgart , Staatsgalerie,
- La Vierge en gloire et des saints dite pala Ferry Carondelet, huile, (1512), avec Fra Bartolomeo, Besançon, Cathédrale
- Le Péché originelet Le Sacrifice d'Isaac, huile (1512), New Haven, Connecticut, Yale University Art Gallery
- Vierge à l'Enfant, huile (1512), Longniddry, Écosse, collection privée
- Caïn et Abel, huile sur toile (1513), Bergame, Accademia Carrara
- La Chute d'Adam et Ève, huile sur toile (1513), Zagreb, Gallerie Slika
- La Création, la Tentation et le Péché originel, huile sur toile (1513), Londres, Courtauld Institute Gallery
- Vierge à l'Enfant entre des saints, huile (1514), (attribué), Canino, Viterbe, SS. Andrea e Giovanni Battista
- Vierge à l'Enfant avec des saints et des donateurs, huile sur toile, (1514), Volognano, Église San Michele,
- Vierge à l'Enfant, 1515, huile, 51 × 35 cm, Venise, Seminario Patriarcale[8], Pinacoteca Manfrediniana
- Mariage mystique de sainte Catherine, (1515), (perdue), Rome, San Silvestro al Quirinale

## Sources
- Dezobry et Bachelet, Dictionnaire de biographie, t.1, Ch.Delagrave, 1876, p.40